# کوه ژوسالی
کوه ژوسالی (به قزاقی: Zhosaly) یک کوه در قزاقستان است که در استان قراغندی واقع شده‌است. کوه ژوسالی ۸۷۱ متر بالاتر از سطح دریا واقع شده‌است.